# Callanthiidae
Famille
Les Callanthiidae sont une famille de poissons marins de l'ordre des Perciformes.

## Liste des genres
Selon ITIS :
- Callanthias Lowe, 1839 — (8 espèces)
- Grammatonotus Gilbert, 1905 — (5 espèces)

Selon FishBase :
- genre Callanthias
  - Callanthias allporti  Günther, 1876
  - Callanthias australis  Ogilby, 1899
  - Callanthias japonicus  Franz, 1910
  - Callanthias legras  Smith, 1948
  - Callanthias parini  Anderson & Johnson, 1984
  - Callanthias platei  Steindachner, 1898
  - Callanthias ruber  (Rafinesque, 1810)
  - Callanthias splendens  Griffin, 1921
- genre Grammatonotus
  - Grammatonotus ambiortus  Prokofiev, 2006
  - Grammatonotus crosnieri  (Fourmanoir, 1981)
  - Grammatonotus laysanus  Gilbert, 1905
  - Grammatonotus macrophthalmus  Katayama, Yamamoto & Yamakawa, 1982
  - Grammatonotus surugaensis  Katayama, Yamakawa & Suzuki, 1980
- genre Parabarossia
  - Parabarossia lanceolata  Kotthaus, 1976